# Cotulla (Texas)
Cotulla település az Amerikai Egyesült Államok Texas államában, La Salle megyében, melynek megyeszékhelye is. Lakosainak száma 3718 fő (2020. április 1.).

## Népesség
A település népességének változása:

| 2010 | 3 603 |
| 2020 | 3 718 |